# Kate Spade & Company
Die Kate Spade & Company ist seit 2014 das Nachfolgeunternehmen des 1976 in New York City gegründeten Modekonzerns Liz Claiborne, Inc.
Zu den Geschäftsfeldern gehören unter anderem das Design und die Vermarktung von Bekleidung, Accessoires und Parfüm. Das Unternehmen unterhielt 2016 für die Hauptmarke kate spade neben 52 konzessionierten Ladenflächen weltweit 126 Ladengeschäfte sowie 77 Outlets und beschäftigte etwa 3.600 Mitarbeiter. Der Jahresumsatz betrug 2016 rund 1,2 Milliarden US-Dollar. Seit 2017 ist das Unternehmen im Besitz von Tapestry, Inc. (ehemals Coach New York).

## Geschichte

Das Logo der Konzernmarke kate spade

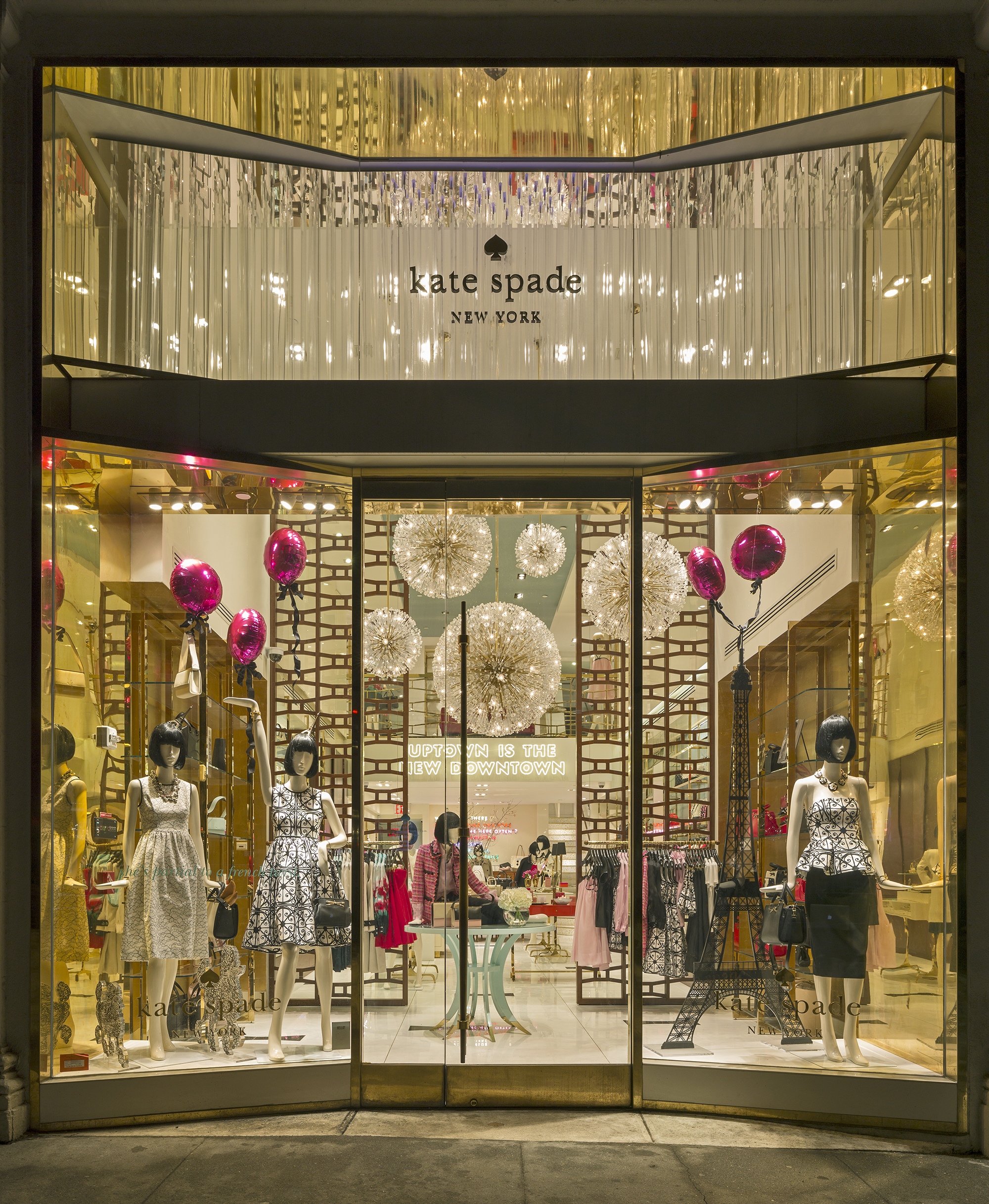
kate spade Boutique in Manhattan

Die amerikanische Modeschöpferin Liz Claiborne (1929–2007) gründete 1976 mit ihrem Ehemann Arthur Ortenberg (1926–2014) und Partnern in Manhattan ihr eigenes Modeunternehmen. Im Gründungsjahr generierte das Unternehmen bereits zwei Millionen Dollar an Umsätzen, und bis 1978 waren es 23 Millionen Dollar. Claiborne entwarf komplette Ausstattungen an schicker Damenmode zu moderaten Preisen und ab 1981 zunächst in Lizenz auch Accessoires, die sie in den amerikanischen Kaufhäusern auf eigenen Flächen separat präsentieren ließ. Das Lizenzgeschäft brachte 1983 bereits Erlöse in Höhe 1,8 Millionen Dollar ein. Alle zwei Monate brachte Claiborne neue Entwürfe auf den Markt. Berufstätige Karrierefrauen, für die sie eine Business-Garderobe anbot, waren ihre Hauptzielgruppe. Das Unternehmen ging 1981 an die Börse (NYSE-Tickersymbol LIZ), erzielte 1986 einen Umsatz von 1,2 Milliarden Dollar und war das erste von einer Frau gegründete und geleitete Unternehmen, das in die Fortune 500 Liste aufgenommen wurde. 1982 trat die ehemalige Ellen Tracy Designerin Dana Buchman als Modeschöpferin in das Unternehmen ein und entwickelte ab 1987 ihre nach ihr benannte Modemarke im Claiborne-Konzern. Liz Claiborne und ihr Mann zogen sich 1989 aus der Firmenleitung zurück. Anfang der 1990er Jahre bestand das Unternehmen aus 19 verschiedenen Geschäftseinheiten, darunter Sportswear (ab 1991), Kleider (ab 1982), die Herrensparte Claiborne (ab 1985), Accessoire-Linien (ab 1985), Parfüm (ab 1986), die Dana Buchman Modelinie (ab 1987), die Elisabeth-Modelinie für fülligere Frauen (ab 1989), die Modelinie First Issue mit eigenen Ladengeschäften (in den 1990ern), Damenkostüme (ab 1991) und weitere. Ab 1989 wurden Liz Claiborne Ladengeschäfte und Outlets in amerikanischen Einkaufscentern eröffnet. Ab 1988 begann die internationale Expansion, zunächst in Kanada, dann Großbritannien und Spanien, schließlich auch in den Niederlanden, in Irland, Singapur  und Japan. 1992 machten die nicht-amerikanischen Erlöse 1,2 Milliarden Dollar aus.
Im Jahr 2000 erzielte Liz Claiborne, Inc. einen Jahresumsatz von 3,1 Milliarden US-Dollar. Ab den 2000er Jahren wurden zahlreiche Unternehmen aufgekauft: noch 1999 Lucky Brand Jeans für 125 Millionen Dollar; im Jahr 2001 Mexx Group B.V. für 264 Millionen Dollar; im Jahr 2002 Mexx Canada für eine ungenannte Summe; ebenso 2002 Ellen Tracy, Inc. für 170 Millionen Dollar; 2003 Juicy Couture für eine ungenannte Summe; ebenso 2003 die Marke Enyce für 114 Millionen Dollar; im Jahr 2005 C & C California für 28 Millionen Dollar; ebenso 2005 prAna für 30 Millionen Dollar; im Jahr 2006 Westcoast Contempo Fashions und Mac and Jac Holdings (mac & jac, kenzie, kenziegirl) für 23,6 Millionen Dollar und ebenso 2006 kate spade für 125 Millionen Dollar. Von 2007 bis 2008 gehörte Liz Claiborne, Inc. ein 50-%-Anteil am Unternehmen Narciso Rodriguez.
Mitte der 2000er Jahre erzielte das Unternehmen mit der Eigenmarke Liz Claiborne, die hauptsächlich über Kaufhäuser wie Macy’s vertrieben wurde, Umsätze in Höhe von zwei Milliarden Dollar. 2006 belegte Liz Claiborne, Inc. Platz 440 der Fortune 500 Liste. Ab den späten 2000er Jahren wurden unter dem neuen CEO William L. McComb, der für die Sparte Liz Claiborne Tim Gunn als Chefdesigner einstellte, zahlreiche Unternehmensmarken wieder abgestoßen: 2008 verkaufte Liz Claiborne, Inc. die Marke Ellen Tracy für 42 Millionen Dollar; im Oktober 2008 ging Enyce für 20 Millionen Dollar an den Sänger Sean Combs alias P. Diddy; 2011 wurde Mexx zur Mehrheit an The Gores Group verkauft; ebenso 2011 wurde die Eigenmarke Liz Claiborne für 288 Millionen Dollar an J. C. Penney verkauft; im gleichen Jahr gingen die Marken Mac & Jac und Kenzie sowie Dana Buchman für insgesamt 40 Millionen Dollar an die Bluestar Alliance bzw. den Einzelhändler Kohl’s. Die Lizenz-Zusammenarbeit mit Donna Karan, die 1997 begonnen worden war, endete 2012.
Am 15. Mai 2012 wurde Liz Claiborne, Inc. offiziell in Fifth & Pacific, Inc. umbenannt. 2013 wurden die Marken Juicy Couture für 95 Millionen US-Dollar und Lucky Brand Jeans für 225 Millionen Dollar verkauft. Im Unternehmen verblieb im Wesentlichen nur der Unternehmensbereich kate spade. Am 25. Februar 2014 benannte sich das Unternehmen daher auch in Kate Spade & Company (Tickersymbol KATE) um. Auf William L. McComb folgte 2014 Craig Leavitt als CEO.
Zum 11. Juli 2017 übernahm der Mode- und Lederwarenkonzern Coach New York, Inc. die Kate Spade & Company für 2,4 Milliarden US-Dollar. Zum 12. Juli 2017 wurde Kate Spade & Company von der Börse genommen. Der Coach-Konzern benannte sich im November 2017 in Tapestry, Inc. (Tickersymbol TPR) um und führt als Tochtergesellschaften seither unter anderem  Coach New York (1941 gegründet), kate spade und die Schuhmarke Stuart Weitzman (im Januar 2015 erworben). Als neue Chefdesignerin bei kate spade wurde die ehemalige Michael Kors Designerin Nicola Glass ernannt. Als CEO folgte die ehemalige Michael Kors Managerin Anna Bakst im ersten Halbjahr 2018 auf Craig Leavitt.
Das Unternehmen unterhielt 2016 für die Hauptmarke kate spade neben 52 konzessionierten Ladenflächen in den USA 104 Ladengeschäfte und 64 Outlets sowie im Rest der Welt 22 Ladengeschäfte und 13 Outlets. Die Marke ist weltweit bei ca. 450 Einzelhändlern und in ausgewählten Ländern über den eigenen Onlineshop erhältlich.

## Marken

### kate spade
Nach der Übernahme der Marke kate spade durch Liz Claiborne, Inc. schied die Unternehmensmitgründerin Kate Spade zusammen mit ihrem Ehemann 2007 aus der Firma aus. Nachfolgerin von Kate Spade als Designerin wurde die ehemalige Banana Republic Mitarbeiterin Deborah Lloyd. Unter Lloyd wurde 2009 erstmals eine kate spade Bekleidungskollektion für Damen ins Leben gerufen. Liz Claiborne Inc. meldete für kate spade 2010 einen Jahresumsatz von 184 Millionen Dollar. Ende 2010 betrieb kate spade 44 Boutiquen und 29 Outlet-Geschäfte in den USA. 2012 waren es 205 kate spade Boutiquen in 20 Ländern. 2013 wurde die ursprünglich nur für Japan gedachte Zweitlinie kate spade Saturdays für ein jüngeres Publikum mit eigenen Geschäften in den USA lanciert. 1997 hatte das Unternehmen kate spade erstmals eine Herren-Kollektion mit Taschen und Accessoires unter dem Namen jack spade präsentiert, die ab 1999 komplett angeboten wurde. In der Folge wurden zwei Kollektionen etabliert: Warren Street (höherpreisige Lederwaren und gewachstes Gepäck) sowie Greene Street (preisgünstigere Canvas-Linie). 2009 kam eine Bekleidungslinie hinzu. 2010 existierten in den USA fünf jack spade Geschäfte. 2012 waren es 12 jack spade Boutiquen in vier Ländern. 2013 wurde in Soho (London) der erste europäische jack spade Laden eingeweiht. 2014 kam eine Anzugskollektion zum Portfolio hinzu. Im Jahr 2015 wurden im Zuge von Restrukturierungsmaßnahmen alle kate spade Saturdays und jack spade Ladengeschäfte geschlossen. Die Zweitlinie kate spade Saturdays wurde in die Hauptlinie integriert, jack spade sollte über den Einzelhandel und den Online-Handel fortbestehen. 2016 wurde die preislich gleichgestellte Damen-Zweilinie kate spade Broome Street präsentiert; die Damen-Hauptlinie heißt kate spade Madison Avenue. 2018 wurde die Herren-Marke jack spade aufgegeben. Nachdem das erste Damen-Parfüm kate spade beauty 2002 auf den Markt gekommen war, sind seit 2010 etwa ein Dutzend weitere Damen-Düfte von kate spade lanciert worden. Heutzutage sind von kate spade neben Taschen, Bekleidung, Schuhen und Accessoires auch Modeschmuck, Brillen, Armbanduhren, Parfüm, Papierwaren, Dekorationsartikel und Möbel erhältlich. 2018 existierten weltweit 275 direkt von kate spade betriebene Ladengeschäfte und das Unternehmen beschäftigte 4.800 Mitarbeiter.

### Adelington Design Group
Die Agentur für Schmuckdesign wurde von Liz Claiborne Inc. gegründet, um unter anderem die eigenen Liz Claiborne und Monet-Schmuckkollektionen zu entwerfen. Diese Marken gehören seit 2011 zu J.C. Penney. Die Geschäftsverbindung blieb über Zulieferer- und Lizenzverträge bestehen.

### Ehemalige Unternehmensmarken
Liz Claiborne, Juicy Couture, Mexx und Enyce, sowie die weniger bekannten Marken Axcess, Bora Bora, C & C California, City Unltd, Crazy Horse, Curve, Dana Buchman, Elisabeth, Ellen Tracy, Emma James, First Issue, Intuitions, J.H. Collectibles, Kenzie, Kenziegirl, Laundry by Shelli Segal, Mac & Jac, Mambo, Marvella, Monet, Monet 2, Narciso Rodriguez, Prana, Realities, Sigrid Olsen, Soul, Spark, Stamp 10, Tapemeasure, Tint, Trifari, Villager und Yzza.